# Submyotodon
Submyotodon és un gènere de ratpenats de la família dels vespertiliònids. Fou descrit el 2003 per a S. petersbuchensis, una espècie fòssil del Miocè mitjà d'Alemanya, però aproximadament una dècada més tard s'hi reclassificaren S. latirostris (anteriorment Myotis latirostris), S. caliginosus (anteriorment Vespertilio caliginosus) i S. moupinensis. A diferència de l'espècie extinta, els representants actuals d'aquest grup són oriünds d'Àsia.